# 대장금이 보고있다
《대장금이 보고있다》는 2018년 10월 11일부터 2019년 1월 24일까지 MBC에서 방송된 예능드라마이며 해당 프로그램의 신설에 따라 《구내식당 - 남의 회사 유랑기》는 2018년 9월 22일부터 토요일 낮 12시로 옮겨갔는데 고정 출연자 중 한 명인 이상민이이 고정 멤버로 활동했던 나온 SBS 《무확행》과의 겹치기 출연을 피하기 위한 것으로 풀이된다.

## 방송 시간
| 방송 채널 | 방송 기간                           | 방송 시간                            | 방송 분량               |
| --------- | ----------------------------------- | ------------------------------------ | ----------------------- |
| MBC TV    | 2018년 10월 11일                    | 목요일 밤 11시 10분 ~ 12시 35분      | 85분 (1, 2부 분할 방송) |
| MBC TV    | 2018년 10월 18일 ~ 2018년 10월 25일 | 매주 목요일 밤 11시 10분 ~ 12시 30분 | 80분 (1, 2부 분할 방송) |
| MBC TV    | 2018년 11월 1일 ~ 2019년 1월 24일   | 매주 목요일 밤 11시 10분 ~ 12시 25분 | 75분 (1, 2부 분할 방송) |

## 등장 인물

### 주요 인물
- 신동욱 : 한산해 역 (아역 박시진) - 35세. 절대 미각, 영업팀 팀장, 삼남매 중 첫째
- 유리 : 복승아 역 - 28세. 영업팀 신입사원
- 이열음 : 한진미 역 - 26세. 절대 후각, 연예인 지망생 겸 편의점 알바생, 삼남매 중 둘째
- 김현준 : 한정식 역 - 26세. 절대 손맛, 파워 쿡방 유튜버, 삼남매 중 막내, 진미의 쌍둥이 동생
- 이민혁 : 민혁 역 - 25세. 편의점 단골손님, 아이돌 연습생

### 영업팀
- 정이랑 : 이나영 역 - 40세. 부장
- 김기리 : 원빈 역 - 35세. 팀장. 한산해와 입사동기

### 그 외 인물
- 김완기
- 황정하 : 회사원 황정하 역
- 최준호
- 박현숙 : 상인 역
- 임정옥 : 고객 역
- 박소영 : 매장 직원 역
- 최희정 : 여고생 역
- 박은우 : 연습생 역
- 구다송 : 여학생 역
- 황다경
- 한예원
- 정지은
- 이지후
- 신승렬
- 방인준 : 기자 역
- 김미란 : 담당자 역
- 조정원 : 팀장 역
- 최성희 : 연습생 역
- 강민지 : 연습생 역
- 박소유 : 연습생 역
- 이민지 : 연습생 역
- 윤지용 : 친구 역
- 한명환 : 친구 역
- 김현지 : 연습생 역
- 김소은 : 연습생 역
- 이은서 : 연습생 역
- 한세인 : 연습생 역
- 박지민 : 연습생 역
- 이인성
- 백강 : 양동근의 아들 역
- 권예은 : 양동근의 딸 역
- 전정일 : 택시 기사 역

### 특별출연
- 이혜정 : 삼남매의 엄마(60세) 역
- 모모랜드 (혜빈, 데이지, 주이, 낸시) : 아이돌 연습생 역
- 셔누
- 홍진영 : 홍진영 역 - 산해의 헤어진 여자친구
- 비투비
- 강남 : 승아의 오빠 - 사촌 오빠
- 조빈 : 점장이 역
- 양동근 : 양동근 역 - ViP 고객
- 경리

## 시청률
최저 시청률과 최고 시청률은 시청률 조사회사와 지역별로 시청률에 차이가 있을 수 있습니다.
| 2018년      | 2018년      | 2018년      | 2018년                                        | 2018년         |
| 회차        | 회차        | 방송일      | 부제                                          | AGB 시청률     |
| 회차        | 회차        | 방송일      | 부제                                          | 대한민국(전국) |
| ----------- | ----------- | ----------- | --------------------------------------------- | -------------- |
| 제1회       | 1부         | 10월 11일   | 대장금이 보고 있다 (FT. 돼지)                 | 1.8%           |
| 제1회       | 2부         | 10월 11일   | 대장금이 보고 있다 (FT. 돼지)                 | 1.3%           |
| 제2회       | 1부         | 10월 18일   | 내일은 내일의 태양이 뜬 닭                    | 1.2%           |
| 제2회       | 2부         | 10월 18일   | 내일은 내일의 태양이 뜬 닭                    | 1.2%           |
| 제3회       | 1부         | 10월 25일   | 여보세요? 거기 누들(NOODLE) 없소 (FT. 면)     | 1.4%           |
| 제3회       | 2부         | 10월 25일   | 여보세요? 거기 누들(NOODLE) 없소 (FT. 면)     | 1.1%           |
| 제4회       | 1부         | 11월 1일    | YOU ARE 소 BEAUTIFUL                          | 1.3%           |
| 제4회       | 2부         | 11월 1일    | YOU ARE 소 BEAUTIFUL                          | 1.0%           |
| 제5회       | 1부         | 11월 8일    | 내 맘을 바다 주세요 (FT. 해산물)              | 1.4%           |
| 제5회       | 2부         | 11월 8일    | 내 맘을 바다 주세요 (FT. 해산물)              | 1.4%           |
| 제6회       | 1부         | 11월 15일   | 착각,한 뚝배기 하실래요? (FT.국밥)            | 1.8%           |
| 제6회       | 2부         | 11월 15일   | 착각,한 뚝배기 하실래요? (FT.국밥)            | 1.5%           |
| 제7회       | 1부         | 11월 22일   | 절이는 마음 묵히는 고백 (FT.김치)             | 1.2%           |
| 제7회       | 2부         | 11월 22일   | 절이는 마음 묵히는 고백 (FT.김치)             | 1.3%           |
| 제8회       | 1부         | 11월 29일   | 세상의 중식에서 사랑을 외치다                 | 1.1%           |
| 제8회       | 2부         | 11월 29일   | 세상의 중식에서 사랑을 외치다                 | 1.1%           |
| 제9회       | 1부         | 12월 6일    | 잘 키운 마음 하나 열 운명 안 부럽다 (FT.광어) | 1.3%           |
| 제9회       | 2부         | 12월 6일    | 잘 키운 마음 하나 열 운명 안 부럽다 (FT.광어) | 1.2%           |
| 제10회      | 1부         | 12월 13일   | 이 밤의 끝을 잡고 (FT. 야식)                  | 1.2%           |
| 제10회      | 2부         | 12월 13일   | 이 밤의 끝을 잡고 (FT. 야식)                  | 1.0%           |
| 제11회      | 1부         | 12월 20일   | 고~요한 밤, 고~백한 밤 (FT. 스테이크&파이)    | 0.9%           |
| 제11회      | 2부         | 12월 20일   | 고~요한 밤, 고~백한 밤 (FT. 스테이크&파이)    | 0.8%           |
| 제12회      | 1부         | 12월 27일   | '반'쪽 마음, '찬'밥 신세 (FT. 반찬)           | 0.9%           |
| 제12회      | 2부         | 12월 27일   | '반'쪽 마음, '찬'밥 신세 (FT. 반찬)           | 0.9%           |
| 2019년      |             |             |                                               |                |
| 제13회      | 1부         | 1월 3일     |                                               | 0.7%           |
| 제13회      | 2부         | 1월 3일     | 0.7%                                          |                |
| 제14회      | 1부         | 1월 10일    |                                               | 1.2%           |
| 제14회      | 2부         | 1월 10일    | 1.2%                                          |                |
| 제15회      | 1부         | 1월 17일    |                                               | 0.9%           |
| 제15회      | 2부         | 1월 17일    | 0.7%                                          |                |
| 제16회      | 1부         | 1월 24일    |                                               | 0.6%           |
| 제16회      | 2부         | 1월 24일    | 0.7%                                          |                |
| 평균 시청률 | 평균 시청률 | 평균 시청률 | 평균 시청률                                   | 1.1%           |

## 같이 보기
- 대한민국의 텔레비전 드라마 목록 (ㄷ)
- 2018년 대한민국의 텔레비전 드라마 목록